# Ishigakia corpora
Ishigakia corpora là một loài tò vò trong họ Ichneumonidae.